# Jogos Islâmicos da Solidariedade de 2010
Os II Jogos Islâmicos da Solidariedade seria um evento esportivo internacional programado para ser realizado no Irã de 9 a 25 de abril de 2010. Os Jogos foram cancelados após uma disputa entre o país anfitrião e a Arábia Saudita.

## Suspensão e cancelamento de Jogos
Foi relatado em 3 de maio de 2009 que o Irã havia suspendido os jogos devido a uma disputa sobre o uso do termo "Golfo Pérsico". A Arábia Saudita e outros países árabes desaprovaram o uso do termo "Golfo Pérsico" em literatura e medalhas e insistiram que o termo fictício "Golfo Árabe" ou apenas "Golfo" fosse usado em seu lugar. O Irã afirmou que ainda estava em negociações para tentar salvar os jogos.
Em 17 de janeiro de 2010, o corpo diretivo do ISG informou que o evento havia sido cancelado devido à tensão entre os estados árabes e o Irã sobre o nome do corpo de água.

## Modalidades

### Esportes oficiais
| - Aquáticos - Atletismo - Basquetebol - Caratê - Esgrima - Futebol - Halterofilismo | - Handebol - Judô - Lutas - Tiro - Tênis de mesa - Taekwondo - Voleibol |

### Esportes demonstrativos
- Zurkhaneh
- Esportes para deficientes
  - Futsal
  - Tiro
  - Voleibol sentado
  - Tênis de mesa